# Ljusnan
Der Fluss Ljusnan fließt durch die schwedischen Provinzen Härjedalen und Hälsingland.
Der Fluss entspringt im Skandinavischen Gebirge westlich von Ramundberget am Långbrottfjäll unweit der norwegischen Grenze und fließt in südöstliche Richtung, bis er nach ungefähr 430 Kilometern bei Ljusne 15 Kilometer südlich von Söderhamn in den Bottnischen Meerbusen mündet. Der Ljusnan entwässert ein Gebiet von ungefähr 20.000 km² und die mittlere Wasserführung beträgt 230 m³/s. Der Fluss bildet zahlreiche Seen, darunter den Lossen, den Svegsjön,  den Vikarsjön, den Orsjön, den Varpen und den Bergviken.
An seinem Lauf liegen u. a. die Orte Sveg, Ljusdal und Bollnäs. Der Ljusnan wird für die Stromerzeugung genutzt, 18 Wasserkraftwerke befinden sich am Ljusnan und eines an seinem größten Zufluss Voxnan. Früher wurde auf dem Fluss eine intensive Flößerei betrieben.

## Wasserkraftwerke
Flussabwärts gesehen liegen am Ljusnan die folgenden 19 Kraftwerke, die vollständig oder mehrheitlich im Besitz von Fortum sind.
| Kraftwerk       | Leistung (MW) |
| --------------- | ------------- |
| Långa G1 Lossen | 62            |
| Långa G2 Mittån | 94            |
| Halvfari        | 24            |
| Sveg            | 36            |
| Byarforsen      | 16            |
| Krokströmmen    | 103           |
| Långströmmen    | 55            |
| Storåströmmen   | 25            |
| Öjeforsen       | 27            |
| Laforsen        | 57            |
| Edeforsen       | 0,6           |
| Norränge        | 50            |
| Lottefors       | 13,6          |
| Dönje           | 72            |
| Landafors       | 11,2          |
| Bergvik         | 16,2          |
| Höljebro        | 38            |
| Ljusne Strömmar | 36,4          |
| Ljusnefors      | 14,5          |